# Marià Jaquotot Molina
Marià Jaquotot Molina (Palma, 1897 - 1994) va ser un comerciant i esperantista mallorquí.
Va aprendre la llengua auxiliar internacional esperanto el 1909 i de seguida es va fer membre del grup local Esperantista Klubo Palma, de l'associació internacional d'esperantistes catòlics IKUE i de l'associació mundial d'esperantistes UEA. Va ser un dels coordinadors del congrés català d'esperanto organitzat per la Kataluna Esperantista Federacio a Palma el 1925. Va ser molt amic de Joan Mascaró.